# 韋爾維日斯科耶湖
55°35′07″N 32°16′01″E / 55.58528°N 32.26694°E
韋爾維日斯科耶湖（俄语：Вервижское），是俄羅斯的湖泊，位於該國西部斯摩棱斯克州，由杜霍夫辛斯基區負責管轄，長1.5公里、寬1.1公里，面積1.15平方公里，海拔高度196.6米，最大水深8.5米。